# Graham Yost

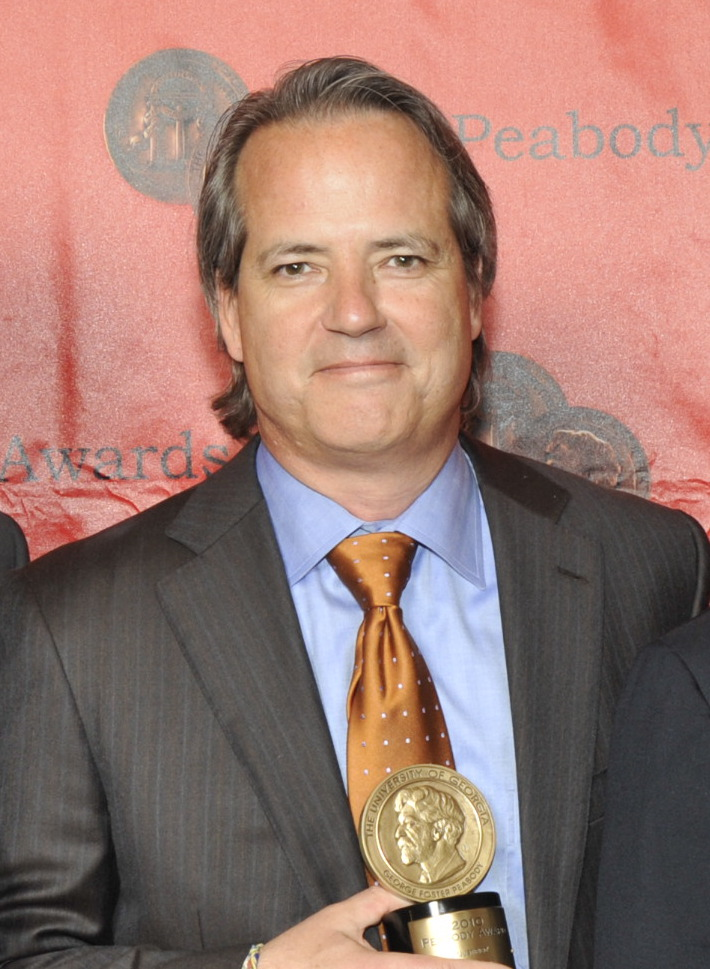
Graham Yost (2011)

Graham Yost (* 5. September 1959) ist ein kanadischer Drehbuchautor.

## Leben
Yost wurde 1959 als Sohn des Fernsehproduzenten Elwy Yost geboren. Er ist seit Ende der 1980er Jahre als Drehbuchautor tätig. Gelegentlich fungierte er auch als Executive Producer. Er entwickelte die Fernsehserien Boomtown (2002–2003) und Justified (2010–2015). Für seine Arbeit an den Miniserien From the Earth to the Moon und The Pacific konnte er als Teil des Produktionsteams 1998 und 2010 jeweils einen Emmy gewinnen.

## Filmografie (Auswahl)
- 1989–1991: Hey Dude (Fernsehserie, 14 Episoden)
- 1992–1993: The Powers That Be (Fernsehserie, 5 Episoden)
- 1994: Speed
- 1996: Operation: Broken Arrow (Broken Arrow)
- 1998: Hard Rain
- 1998: From the Earth to the Moon (Miniserie, 2 Episoden)
- 2000: Mission to Mars
- 2000: Challenger
- 2001: Band of Brothers – Wir waren wie Brüder (Band of Brothers, Miniserie, 2 Episoden)
- 2001: Die letzte Festung (The Last Castle)
- 2002: Young Arthur (Fernsehfilm)
- 2002–2003: Boomtown (Fernsehserie, Schöpfer, 24 Episoden)
- 2006: Sixty Minute Man (Fernsehfilm)
- 2007: Raines (Fernsehserie, Schöpfer, 7 Episoden)
- 2010: The Pacific (Miniserie, Episode 1x04)
- 2011: Falling Skies (Fernsehserie, Episode 1x02)
- 2010–2015: Justified (Fernsehserie, Schöpfer, 78 Episoden)
- 2018: The Grizzlies
- 2023: Silo (Fernsehserie)